# Балта Верде (Долж)
Балта Верде (рум. Balta Verde) насеље је у Румунији у округу Долж у општини Подари. Oпштина се налази на надморској висини од 72 m.

## Становништво
Према подацима из 2002. године у насељу је живело 435 становника, од којих су сви румунске националности.